# Ko Chang
Ko Chang é uma ilha da Tailândia, localizada no centro do país, na província de Trat. É a segunda maior ilha tailandesa.

## Imagens

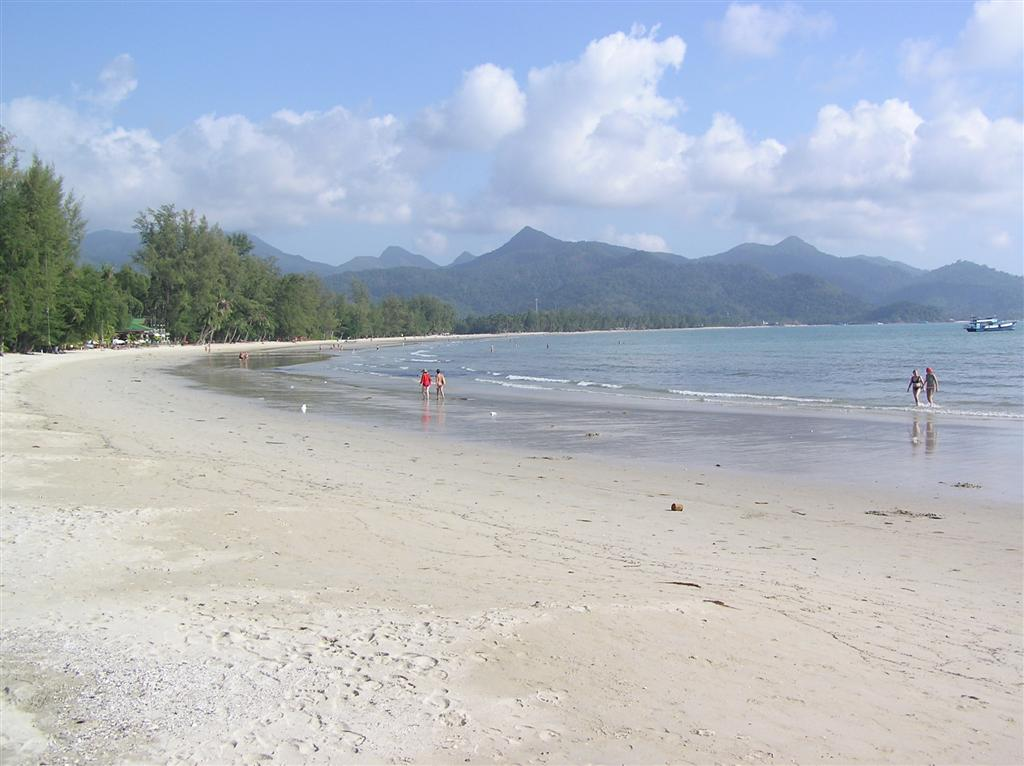
Khlong Phrao (tailandês: หาดคลองพร้าว – Hat Khlong Phrao)
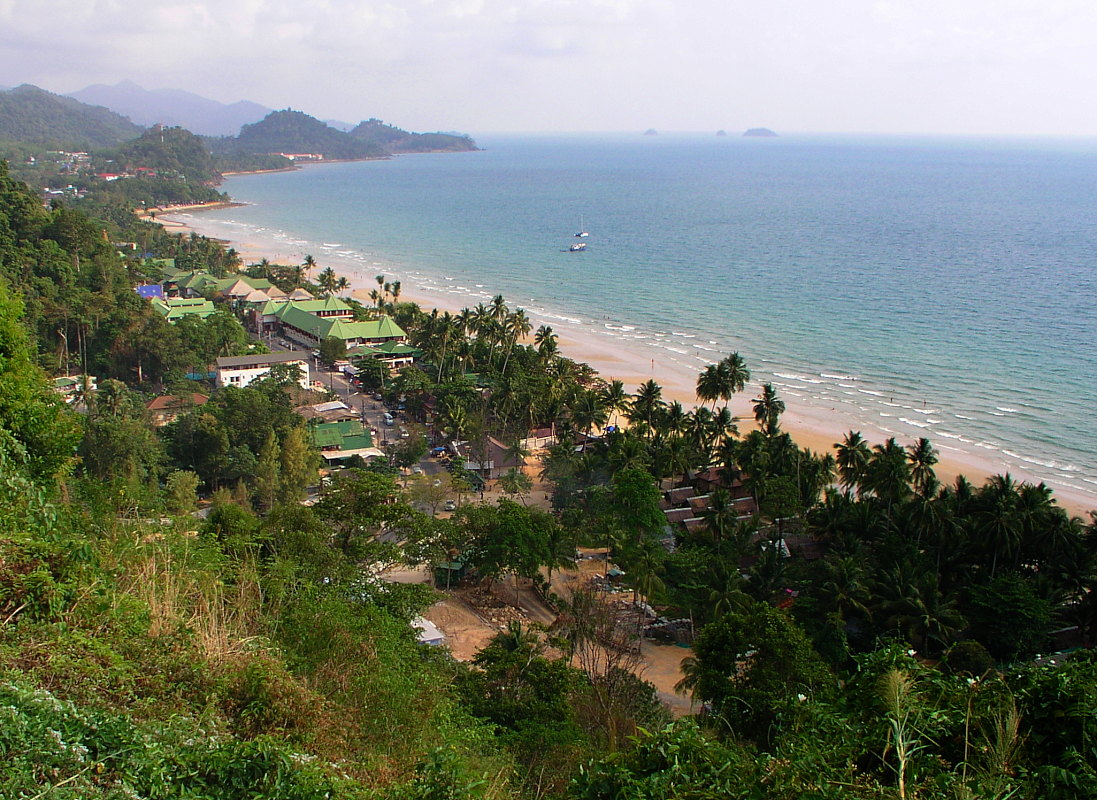
White Sand Beach (tailandês: หาดทรายขาว – Hat Sai Khao)
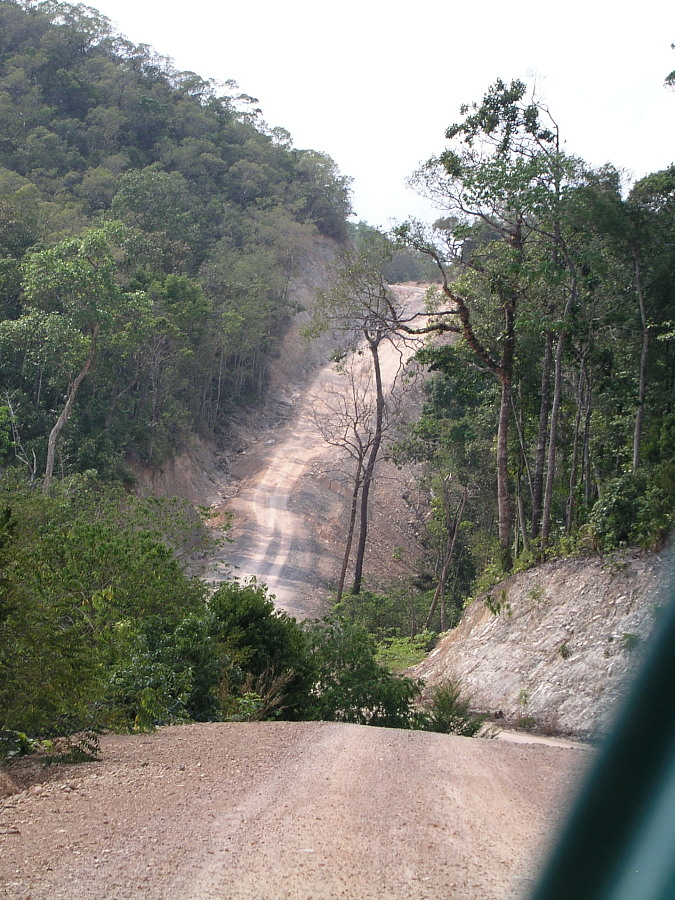
Estrada na ilha